# 蓋爾斯鎮區 (明尼蘇達州雷德伍德縣)
蓋爾斯鎮區（英語：Gales Township）是位於美國明尼蘇達州雷德伍德縣的一個行政鎮區。

## 歷史
蓋爾斯鎮區於1876年成立，得名自早期定居者A·L·蓋爾（A. L. Gale）和索倫·S·蓋爾（Solon S. Gale）。

## 地方資料
蓋爾斯鎮區的面積為93.60平方千米，當中陸地面積為93.20平方千米，而水域面積為0.40平方千米。根據2020年美國人口普查的數據，當地共有人口159人，而人口密度為每平方千米1.7人。